# اکینوپسیس کاندیکانس
اکینوپسیس کاندیکانس(نام علمی: Echinopsis candicans) نام یک گونه از سرده اکینوپسیس است.